# 산마리노 요리

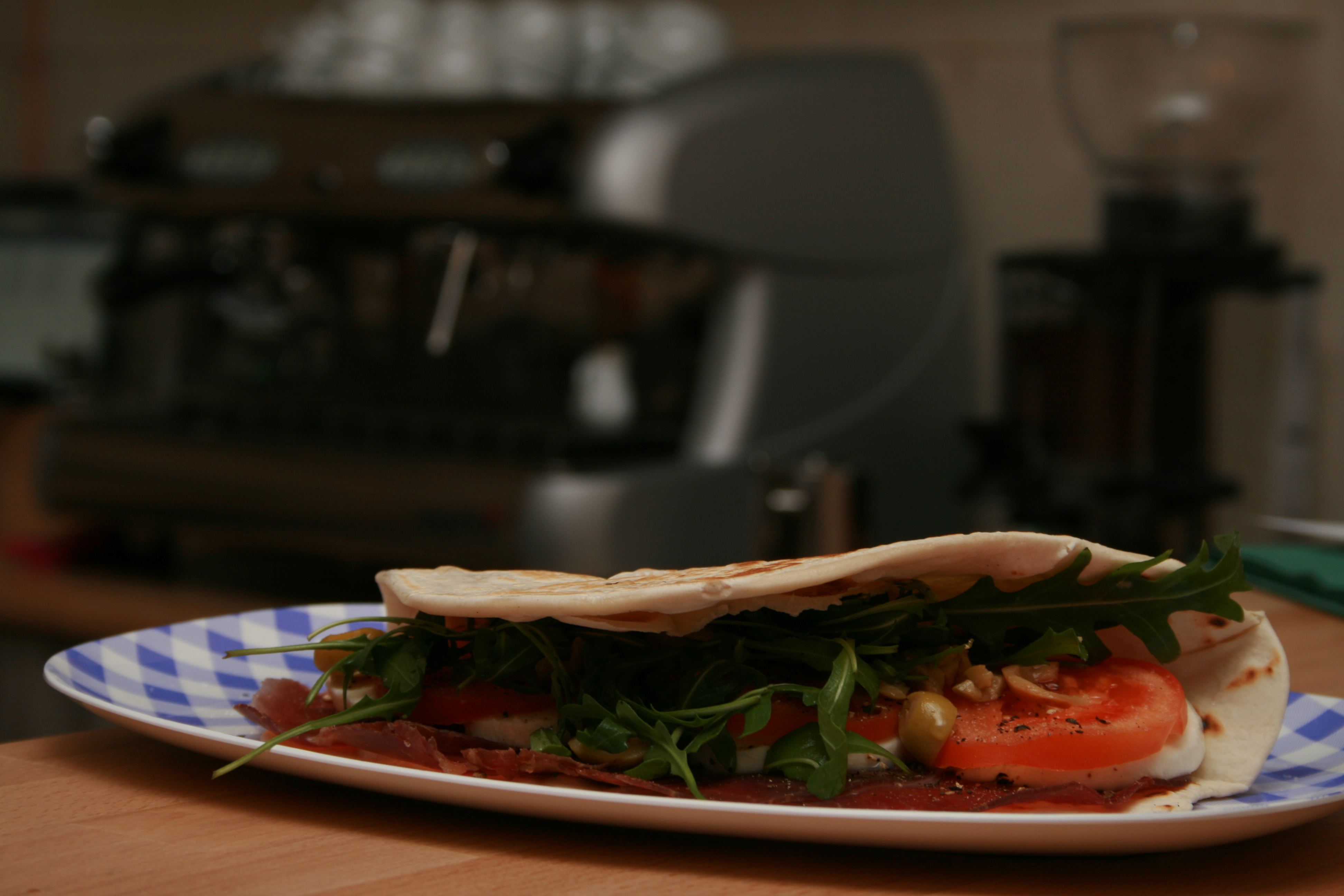

산마리노 요리(San Marino 料理, 이탈리아어: cucina sammarinese 쿠치나 삼마리네세[*])는 남유럽에 있는 산마리노의 요리이다. 유럽에서 가장 작은 공화국인 산마리노는 이탈리아 내에 위치하고 있으므로 이탈리아 요리의 영향을 많이 받았다. 특별히 에밀리아-로마냐, 마르쉐 지역이 이탈리아식 풍을 많이 띤다. 지중해식 식단을 많이 표방한다.
세이보리를 이용한 요리나 베이컨을 한데 넣어서 요리한 수프가 파스타와 함께 많이 존재한다. 직화구이를 한 햄이나 쇠고기, 치즈류를 토마토 소스에 곁들여서 먹는다. 특식으로 토끼구이를 먹기도 한다.
과자류로는 토르타 트레 몬티(세 산의 케이크)가 있는데 결혼식에서 보는 2층짜리 케이크로 생각하면 된다. 대개는 웨이퍼 식으로 맛을 내며 초콜릿으로 겉을 칠해준다. 토르타 티타노(Torta Titano)라는 요리는 비스킷과 해즐넛, 초콜릿, 크림, 커피를 한데 요리해서 만든다. 부스트렌고(Bustrengo)라는 빵은 크리스마스 때 먹는 전통 요리로서 땅콩류와 꿀로 칠해서 만들며 초콜릿을 꼭 넣어서 먹는다. 카치아테요(Cacciatello)는 우유와 설탕, 달걀류를 카라멜과 함께 넣어서 굽는 빵 요리이다.
산마리노식 포도주도 흔하며 대개는 적포도주를 즐긴다. 백포도주로는 비앙칼레, 론칼레 등이 있다. 포도주 외에는 아니스 열매로 맛을 낸 송로 버섯 주류도 있다. 송로 버섯은 크로아티아나 산마리노 일대에서 아주 고품격 식재료로 유명하다.

## 같이 보기
- 유럽 요리